# Madrasa Kosh
La Madrasa Kosh è un complesso di due madrase disposte in due differenti edifici: la madrasa Modari-khan e la madrasa Abdullah-khan. Si trova a Bukhara, in Uzbekistan. Il complesso si trova a poca distanza dal Mausoleo samanide.
Il complesso venne costruito da Abdullah-khan II, uno dei khan della dinastia Shaybanide. Il nome Kosh significa "doppio", per il fatto di avere due madrase appaiate.

## Storia
A differenza della Madrasa di Ulug'bek e della Madrasa di Abdulaziz Khan, che si oppongono l'una all'altra nel principio di Kosh, ma sono state costruite a più di 200 anni di distanza, la Madrasa di Modari Khan e la Madrasa di Abdullah Khan sono state costruite in rapida successione sotto il Khan Abdullah II. Formano quindi un complesso edilizio uniforme e, a causa della loro disposizione, sono solitamente trattati in letteratura come una madrasa qo'sh piuttosto che separatamente l'uno dall'altro come edifici individuali.
La più antica delle due madrase è la Modari Khan Madrasa, costruita tra il 1566 e il 1567. Nel 1590 seguì la madrasa di Abdull.

## Madrasa Modari-khan

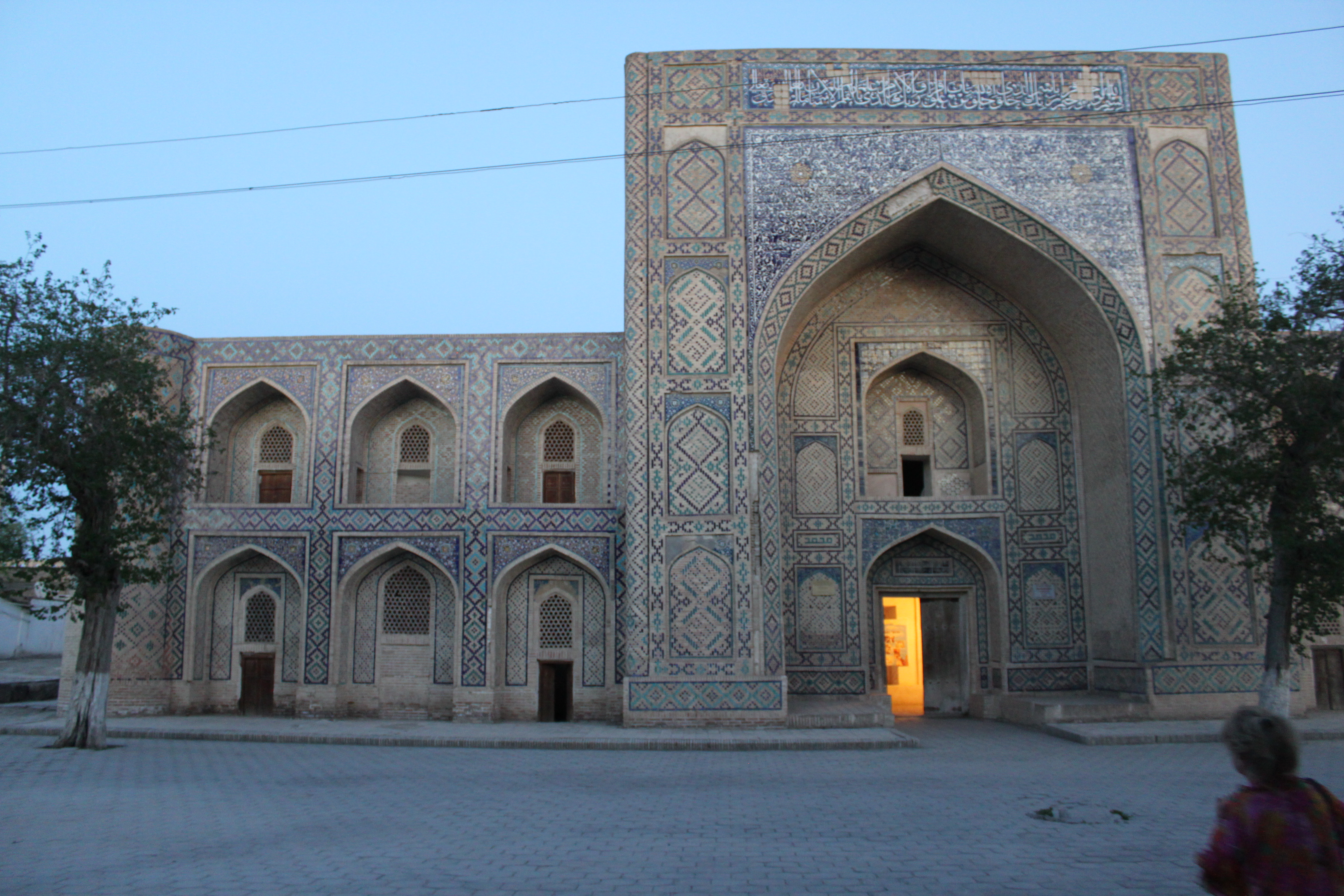
Modari-Khan-Madrasa

Il nome Modari-khan di questa madrasa significa "madre del khan" perché appunto venne costruita in memoria della madre. La data di costruzione è stata inserita in un'iscrizione in maiolica sopra l'ingresso principale, essa risale infatti al 974 del calendario islamico o 1566-67 del calendario gregoriano. 
L'edificio della madrasa possiede un dormitorio in piccole celle (hudjras) intorno ad un cortile, delle sale pubbliche della moschea e una sala lettura (darskhana) lungo entrambi i lati della facciata. Lo splendido pishtaq è composto da un mosaico multicolore.

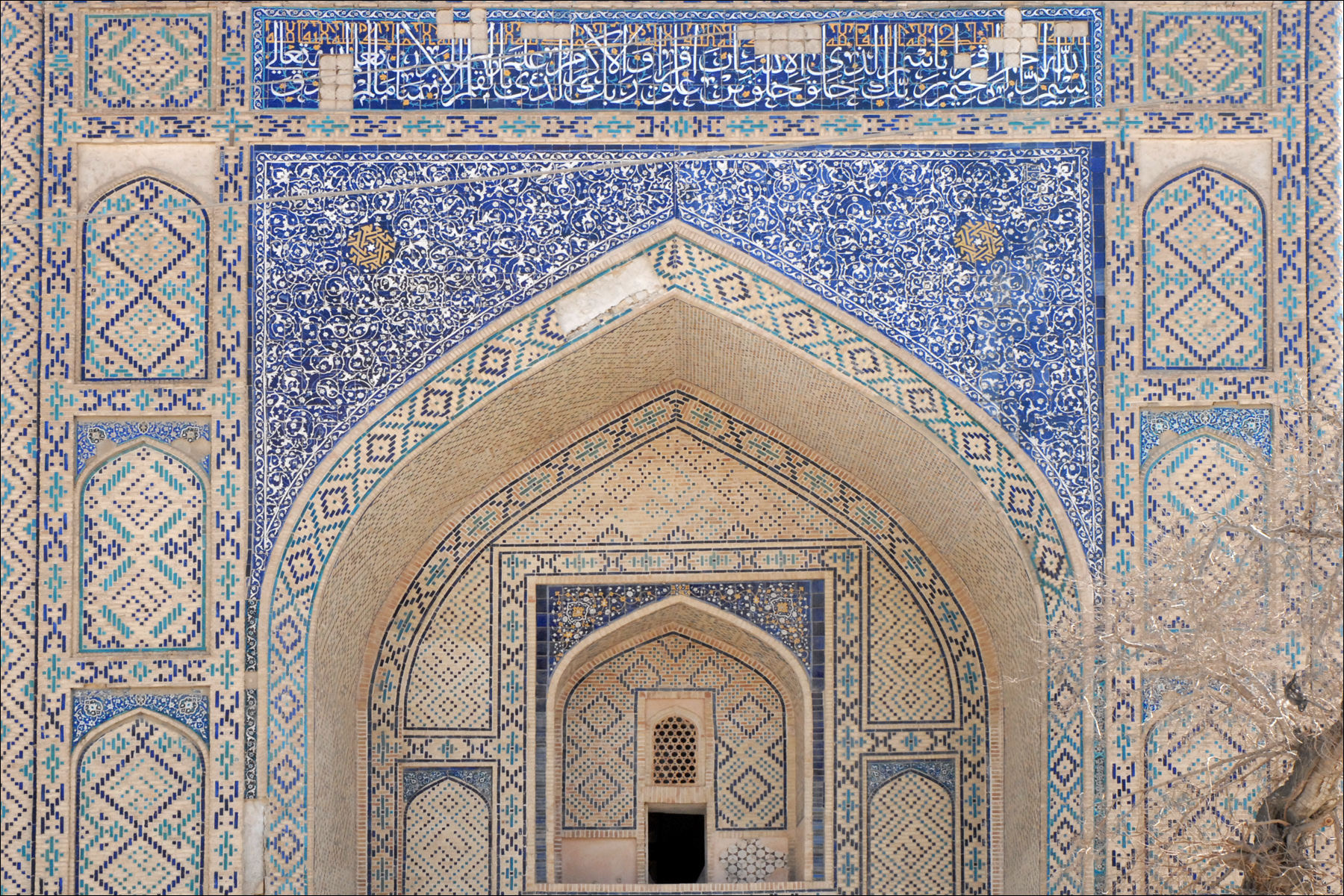
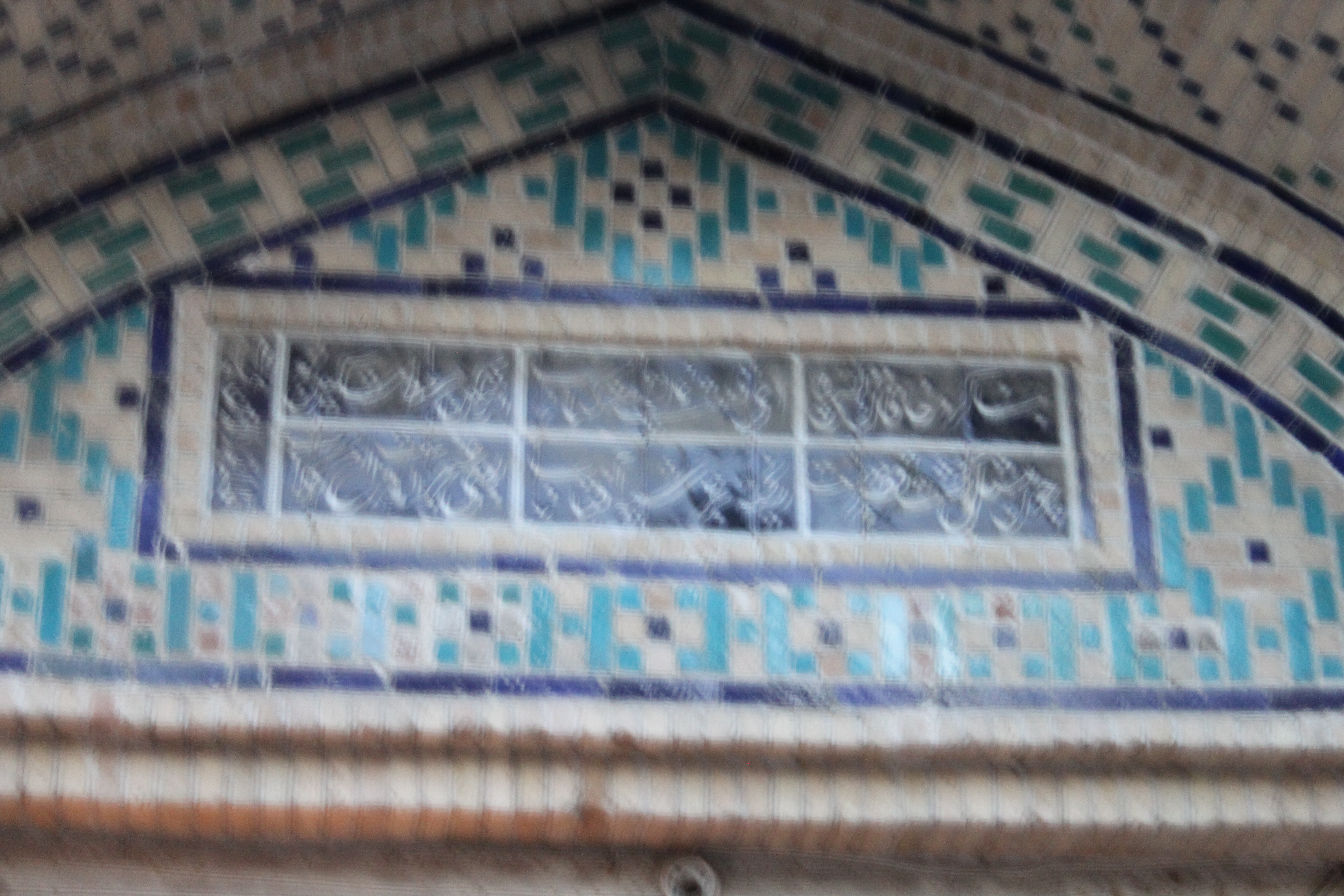

## Madrasa Abdullah-khan

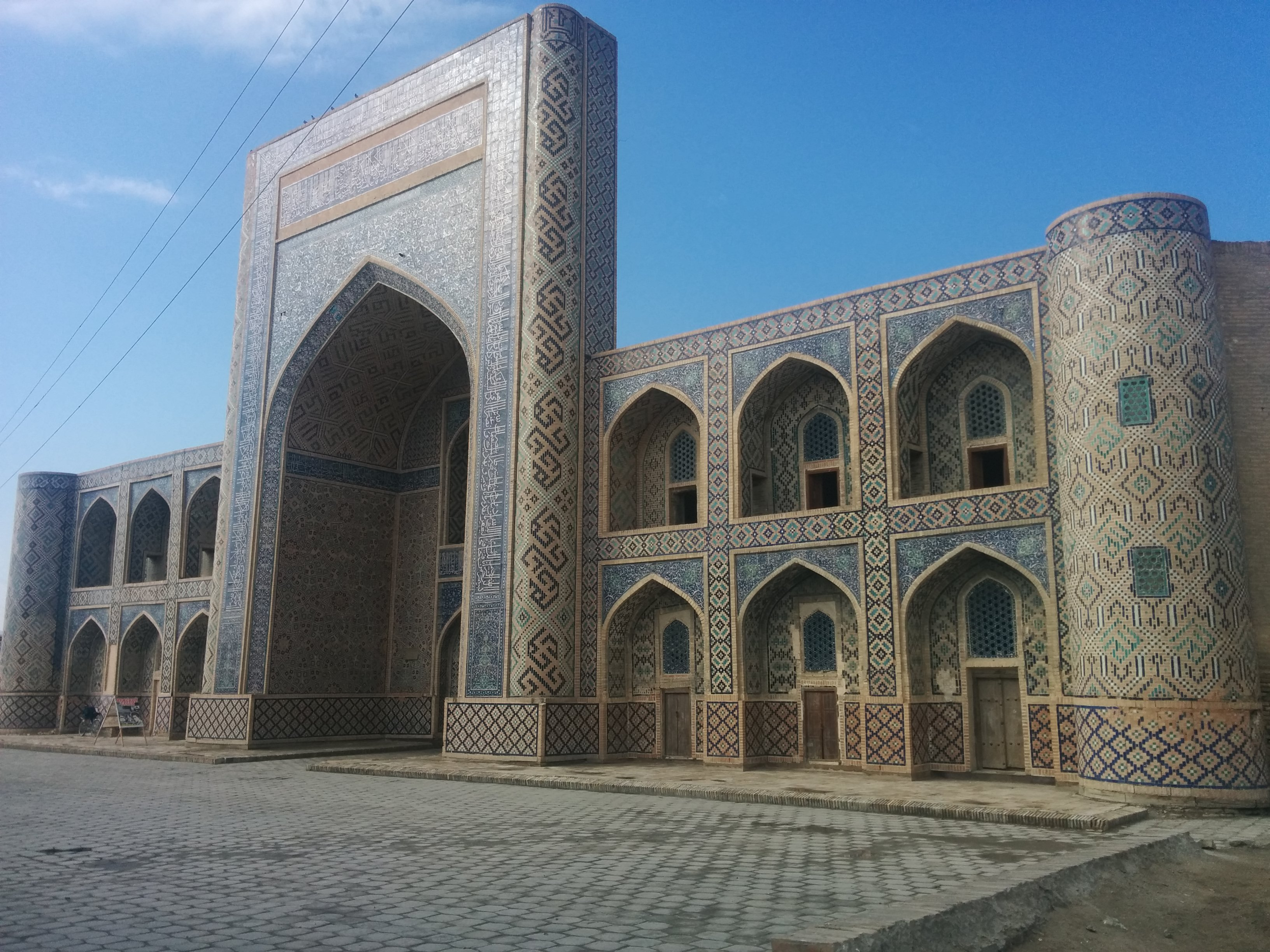
Abdullah-Khan-Madrasa

Questa madrasa venne costruita nel 1558 – 1590 e prende il nome dal khan. La facciata è molto colorata con diverse varietà decorative. I colori delle maioliche sono: il blu, il bianco e l'acquamarina. All'interno ci è anche un'ampia sala con una cupola a base dodecagonale.

A differenza di alcune madrase che mostrano sulle facciate degli archi ciechi entrambe le madrase del complesso hanno archi con porte sulle aule dal piano terra e dalle logge superiori. La madrasa Abdullah Khan è una delle più grandi di Bukhara dopo la madrasa Kukeldash e la madrasa Mir-i Arab.

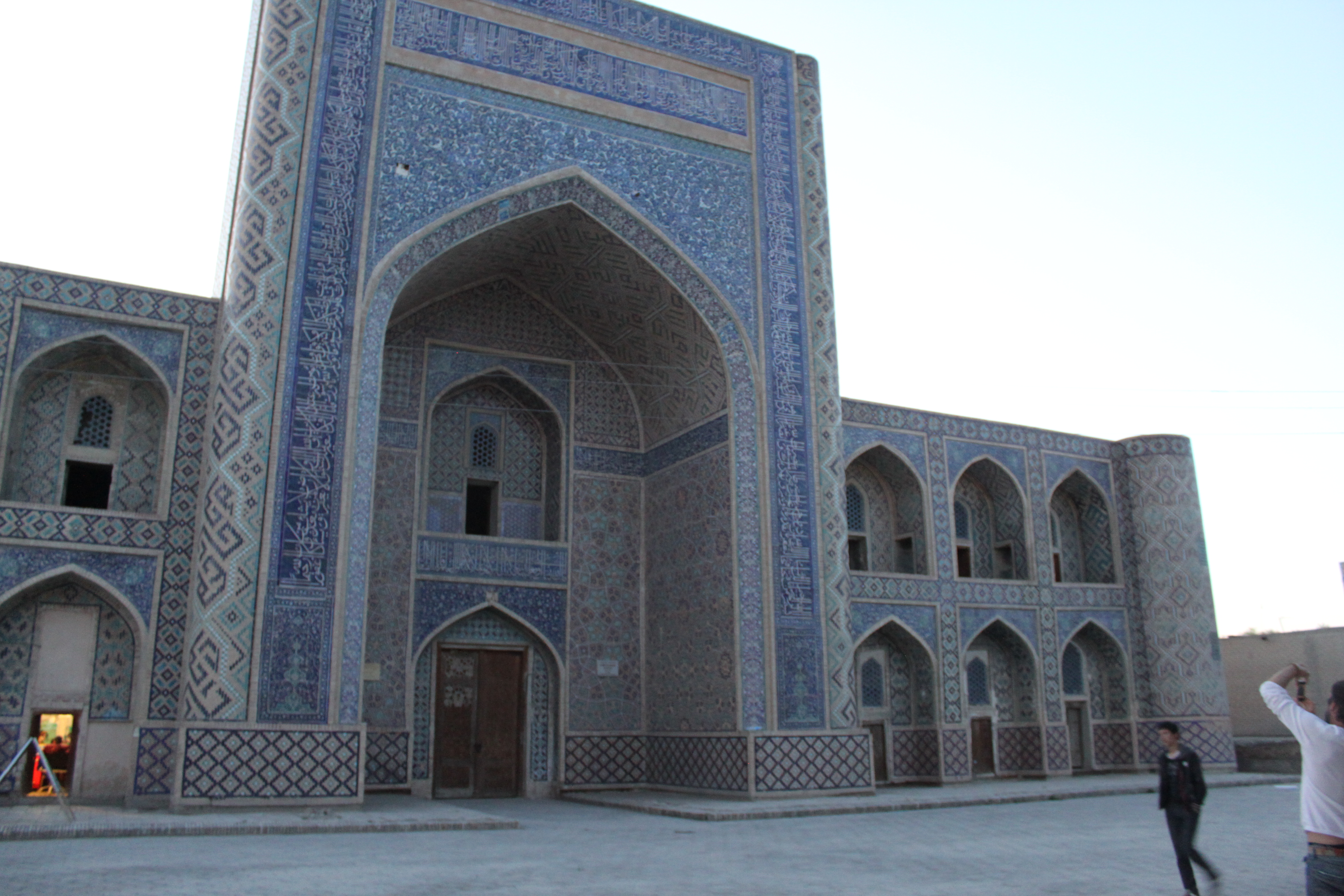
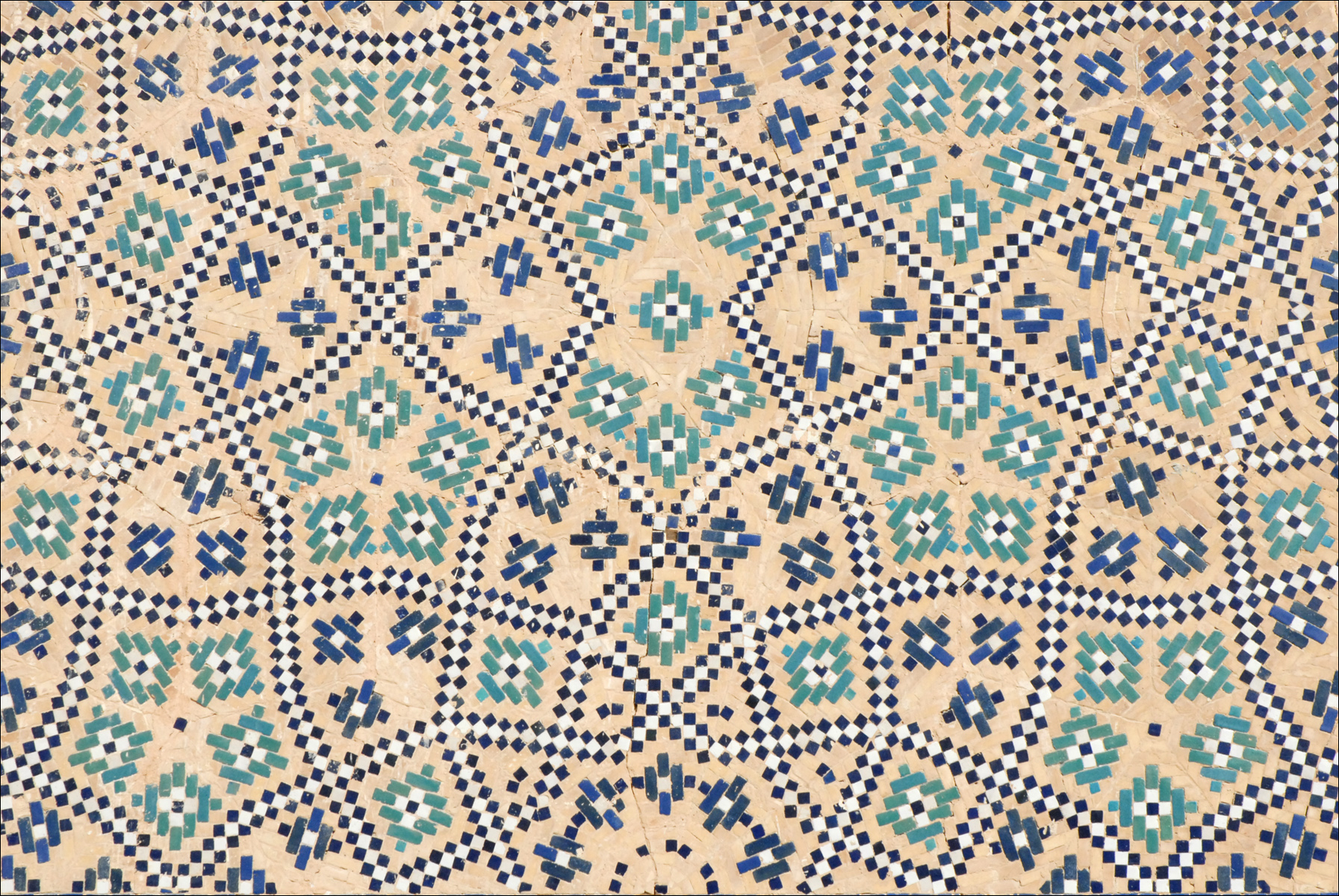
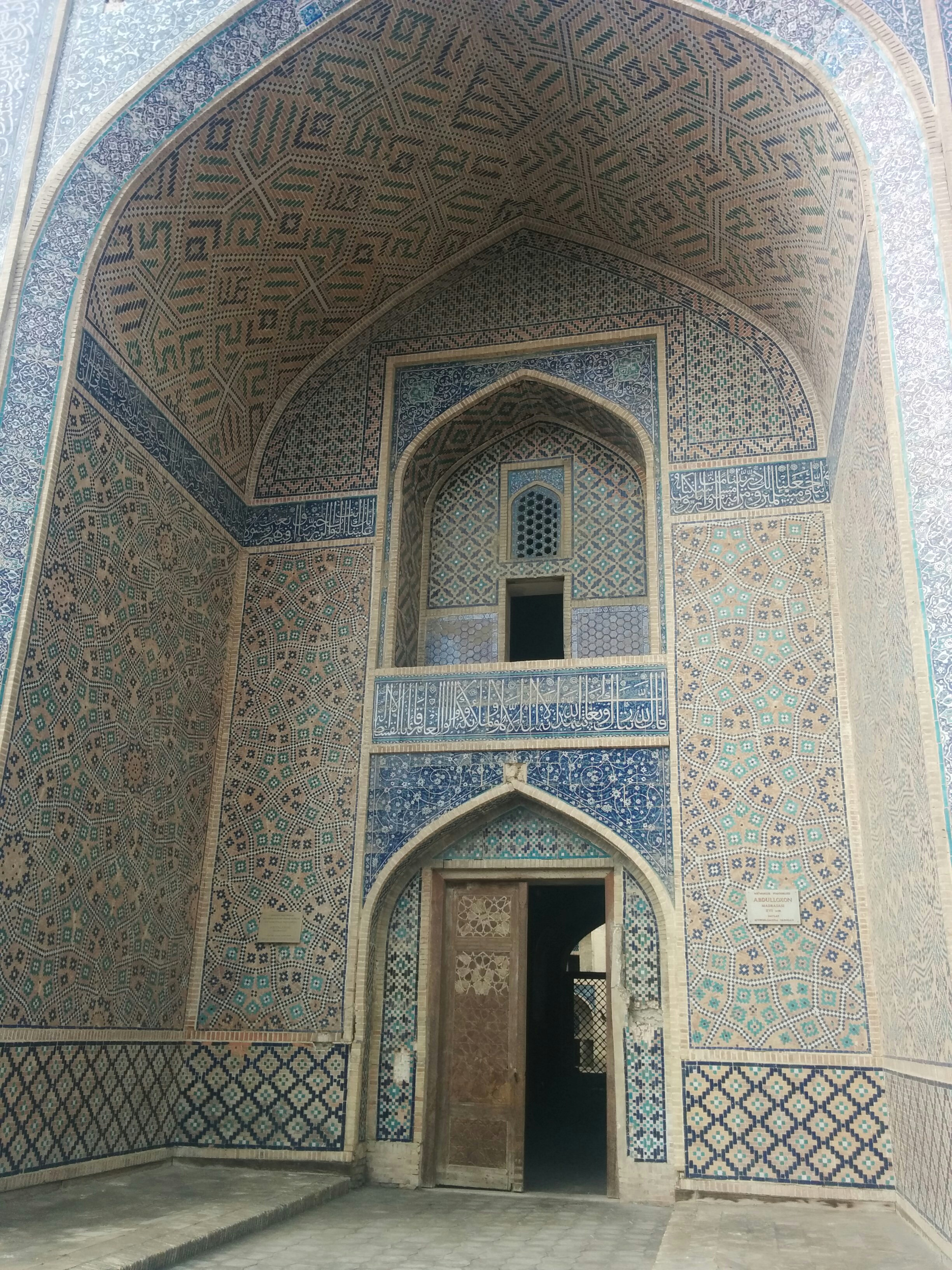
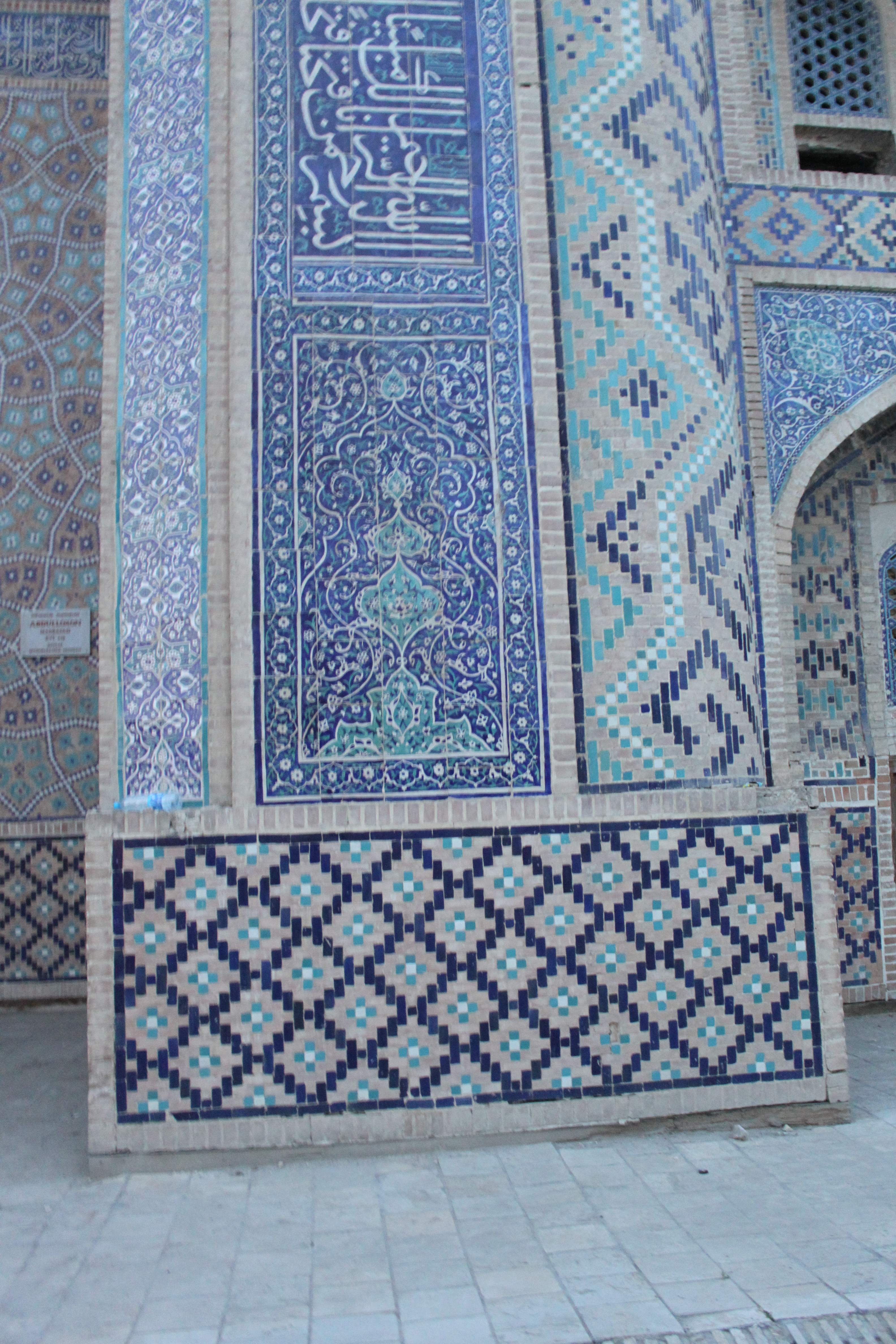